# Michele Van Gorp
Michele Van Gorp, née le 10 mai 1977 à Warren (Michigan), est une joueuse américaine professionnelle de basket-ball.

## Formation
Après la Chippewa Valley High School à Clinton Township (Michigan), elle rejoint l'université Purdue. Elle joue deux saisons avec Boilermakers, puis est transférée à l'université Duke. Après une année sans compétition, elle joue avec les Blue Devils aux côtés de Nicole Erickson pour ses années junior et senior. Elle est la plus grande joueuse en taille à avoir joué pour Duke. Elle conduit les Blue Devils à leur première finale NCAA. Elle est introduite au Hall of Fame de Duke en 2002.

## WNBA
Elle est la première joueuse de Duke sélectionnée à la draft WNBA. Elle est le 18e choix de la draft WNBA 1999, par le Liberty de New York. À l'issue de sa saison rookie, elle est transférée au Fire de Portland, où elle améliore son temps de jeu et ses statistiques. Après une seule saison, elle est envoyée au Lynx du Minnesota, tout comme Lynn Pride. Au Lynx, Van Gorp est reconnue comme l'un des meilleures de la Ligue en défense, notamment face à la grande Małgorzata Dydek.
Elle manque l'essentiel de la saison 2004 en raison d'une fracture de fatigue au pied gauche survenu lors d'un entraînement. Malgré une opération, elle n'est pas rétablie pour la saison suivante. Mal soignée, elle intente un procès pour erreur médicale, notamment contre le staff médical du Lynx.

## Carrière internationale
Pour ses débuts européens en 1999-2000, elle dispute la Coupe Ronchetti avec le club grec de Panathinaikos, éliminé en seizièmes de finale. En quatre rencontres européennes, elle inscrit en moyenne 15,5 points et 11,3 rebonds.
La saison suivante, elle s'engage avec le champion en titre de la Coupe Ronchetti, Parme, mais ne dispute que sept rencontres. Libérée par Parme, elle s'engage avec Bourges, équipe avec laquelle elle remporte l'Euroligue, pour des moyennes de 8,6 points et rebonds. Elle cite cette victoire en Euroligue comme son meilleur souvenir avec la victoire sur Tennessee permettant à Duke d'accéder au Final four NCAA.
En 2002-2003, elle dispute le championnat russe et l'Eurocoupe (14,9 et 11,5 points par rencontre respectivement pour la 1re et la 2e phase) avec le ŽBK Dynamo Moscou, puis espagnol et toujours en Eurocoupe l'année suivante avec Ros Casares Valence.
Elle fait son retour à la compétition en septembre 2008 en France à Nantes-Rezé. Elle inscrit 11,1 points et 6,8 rebonds de moyenne en 22 rencontres.

## Reconversion
Après son départ de la WNBA, elle devient assistant coach de l'équipe féminine du lycée de Glens Falls (New York). En juin 2007, elle prend la même fonction à l'université Colgate, avant de reprendre la compétition en France l'année suivante. En 2011-2012, on la retrouve directrice des opérations basket à l'université Georgia Tech.

## Vie privée
Elle révèle en 2004 son homosexualité et vivre en union civile depuis quatre ans avec sa compagne Kyleen au Vermont, bien qu'elle ne l'ait jamais cachée le guide media des Lynx indiquant même « vit avec son épouse ».
Avec David Robinson pour la NBA (« un joueur qui a de la classe : un gentleman sur le terrain et un exemple pour les jeunes. Il n'est pas couvert de tatouages et d'or brillant »), elle cite pour la WNBA Sue Wicks, Dawn Staley, Jennifer Azzi et Katie Smith.

## Palmarès
- Vainqueur de l'Euroligue 2000 avec Bourges